# Środa Wielkopolska
Środa Wielkopolska is een stad in het Poolse woiwodschap Groot-Polen, gelegen in de powiat Średzki. De oppervlakte bedraagt 17,98 km², het inwonertal 21.631 (2005).

## Geboren
- Klaus von Klitzing (1943), Duits natuurkundige en Nobelprijswinnaar (1985)